# Ranjit Bhatia
Ranjit Bhatia OBE (* 27. Mai 1936 in London; † 9. Februar 2014 in Neu-Delhi) war ein indischer Leichtathlet und Hochschullehrer.

## Leben
Bhatia studierte am St. Stephen’s College der University of Delhi Mathematik. Danach war er ab 1957 mit einem Rhodes-Stipendium am Jesus College der Oxford University eingeschrieben. Von dort aus nahm er an den Olympischen Sommerspielen 1960 in Rom als Langstreckenläufer teil. Er absolvierte den 5000-Meter-Lauf als 11. im zweiten Lauf der Runde 1 und den Marathonlauf als 60. Bhatia gehörte zur indischen Läufergeneration von Milkha Singh und Gurbachan Singh Randhawa. Als Mathematiker lehrte er bis zu seinem Ruhestand am St. Stephens College in Delhi.
Bhatia schrieb ausgiebig für Sportzeitschriften und begleitete sieben Olympiaden für verschiedene indische Zeitungen. Er veröffentlichte 1999 das statistische Reebok Handbook of Indian Athletics.